# Spór o nazwę Lotus
Spór o prawo do używania nazwy Lotus w sportach motorowych miał miejsce między Grupą Lotus a posiadaczem praw do nazwy Team Lotus i właścicielem zespołu o takiej nazwie, Tonym Fernandesem. Spór rozpoczął się w 2010 roku i zakończył ugodą, w myśl której Team Lotus w sezonie 2012 startuje jako Caterham, a Lotus Renault GP – jako Lotus.

## Historia

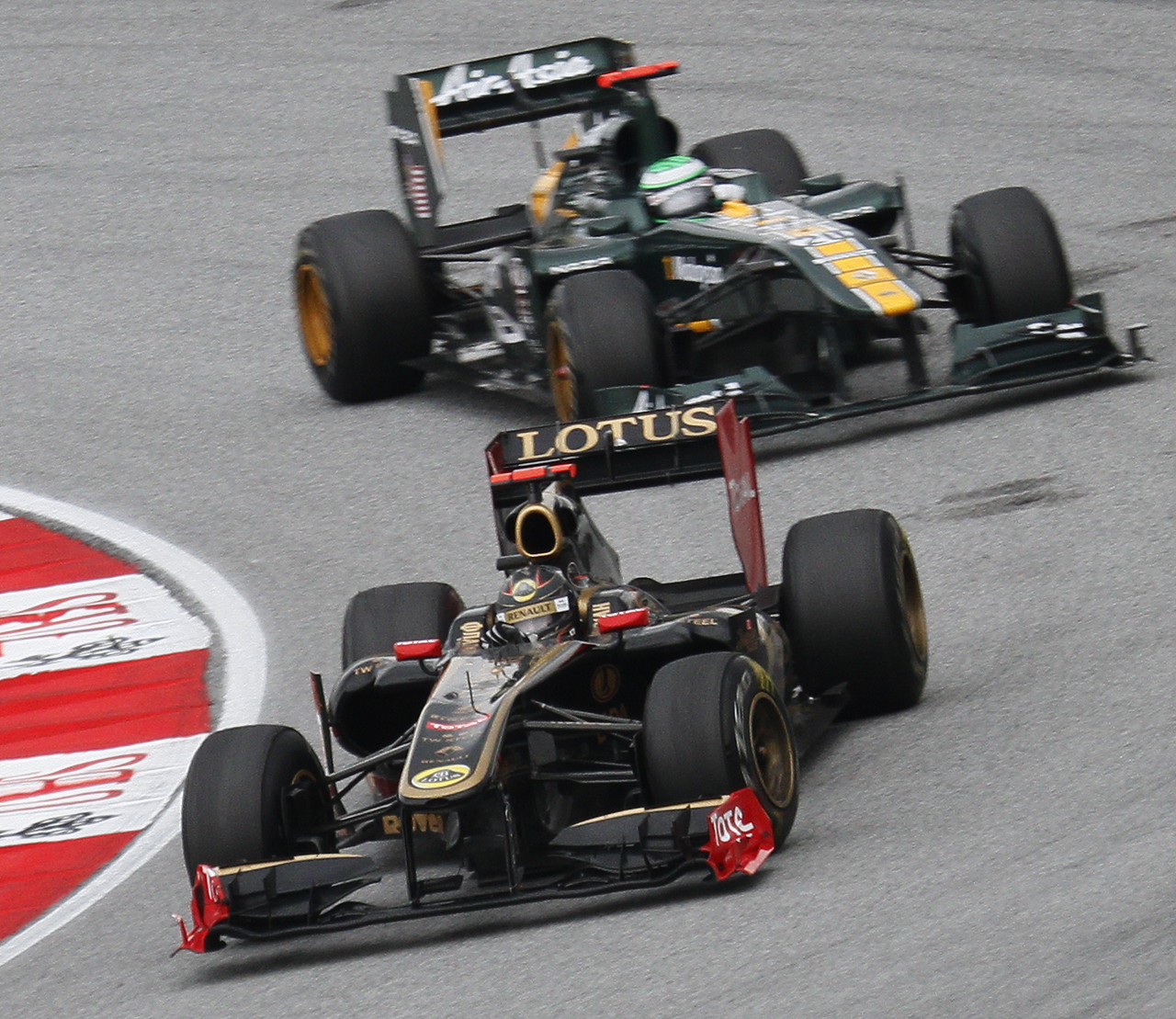
Lotus Renault GP (Nick Heidfeld) i Team Lotus (Heikki Kovalainen) w 2011 roku

W 1952 roku Colin Chapman założył firmę Lotus Engineering. Dwa lata później Chapman wydzielił z Lotus Engineering twór o nazwie Team Lotus, który stał się całkowicie niezależny od Lotus Engineering. W Formule 1 Team Lotus zadebiutował w 1958 roku. Z Formuły 1 wycofał się na skutek problemów finansowych po sezonie 1994. Następnie prawa do nazwy nabył brat Jamesa Hunta, David.
W 1959 roku powstała Grupa Lotus, w skład której wszedł producent samochodów, Lotus Cars. W 1996 roku Lotus został własnością Protona.
W 2009 roku Fédération Internationale de l’Automobile ogłosiła nabór na trzy nowe zespoły na sezon 2010 Formuły 1. Jednym z kandydatów był Litespeed, który zamierzał wystartować pod nazwą Lotus. Jednakże Grupa Lotus i spółka Lotus Cars zakwestionowały legalność takiego działania.
W sezonie 2010 jednym z nowych zespołów był Lotus Racing. Powstał on w wyniku porozumienia spółki 1Malaysia z rządem Malezji i konsorcjum innych malezyjskich przedsiębiorców, takich jak Proton, Sepang International Circuit, Tune Group czy Naza Motors. Szefem zespołu został Tony Fernandes, a licencja na użycie nazwy Lotus pochodziła od Grupy Lotus. Szefostwo zespołu podkreśliło, że Lotus Racing kontynuuje tradycje Team Lotus, ponieważ otrzymało wsparcie rodziny Chapmanów (m.in. syna Colina, Clive’a) i że jeśli Lotus Racing wygra wyścig, będzie to osiemdziesiąte zwycięstwo Lotusa, a nie pierwsze zwycięstwo Lotus Racing.
24 września 2010 roku Lotus Racing ogłosił, że od sezonu 2011 będzie używał nazwy Team Lotus. Następnie Proton rozwiązał umowę z Fernandesem z powodu "rażących i uporczywych naruszeń licencji przez zespół". Przed tym wydarzeniem pojawiły się informacje, że to Grupa Lotus chce uzyskać prawa do stosowania nazwy Team Lotus. Grupa Lotus chciała w ten sposób przeszkodzić Tony’emu Fernandesowi w przywróceniu do Formuły 1 nazwy Team Lotus, a także zakwestionować prawo Davida Hunta do odsprzedania praw do używania tej nazwy. Dziennikarz Formuły 1 Joe Saward poddał sprawę analizie; wynika z niej, że Grupa Lotus nie miała podstaw prawnych do takiego działania i nie jest uprawniona do używania nazwy Team Lotus.
Także we wrześniu 2010 roku Tony Fernandes rozszerzył swoją działalność na polu sportów motorowych: na sezon 2011 wystawił zespół Team AirAsia w Serii GP2, a także wspierany przez Lotusa zespół Lotus Junior Team w Formule Renault 3.5. Podobnym działaniem wykazała się Grupa Lotus, łącząc się z zespołem GP2 i GP3 ART Grand Prix i zmieniając jego nazwę na Lotus ART. Ponadto Grupa Lotus w 2010 roku została sponsorem zespołu KV Racing Technology w serii IndyCar.
Grupa Lotus wszczęła postępowanie prawne przeciwko Lotus Racing utrzymując, że Tony Fernandes nie jest uprawniony do używania nazwy Lotus, ponieważ David Hunt nigdy nie miał prawa do sprzedaży praw. Niektórzy komentatorzy Formuły 1 sugerowali, że próba Lotus Cars polegająca na uniemożliwieniu Fernandesowi używania nazwy Lotus miała określony cel, a było nim wystawienie zespołu Lotus przez Lotus Cars w połączeniu z ART. ART było kandydatem na nowy zespół Formuły 1 w sezonie 2011, ale nie miało wystarczających funduszy; ze wsparciem Lotus Cars zespół ten miałby wystarczający budżet, by uczestniczyć w Formule 1.
27 września Proton wydał oświadczenie, w którym napisał, że Grupa Lotus posiada wszelkie prawa do nazwy Lotus w sektorze motoryzacyjnym (w tym w Formule 1), a Fernandes nie ma praw, by używać nazwy marki w sezonie 2011. Fernandes odpowiedział, że w celu rozstrzygnięcia sporu skieruje do londyńskiego Sądu Najwyższego zapytanie w sprawie dopuszczalności używania nazwy Team Lotus.
8 grudnia Grupa Lotus oświadczyła, że zakupiła udziały w zespole Renault F1 i została tytularnym sponsorem zespołu, zmieniając jego nazwę na "Lotus Renault GP". Stworzyło to bezprecedensową sytuację, kiedy to w stawce znalazły się dwa zespoły (Lotus) korzystające z tych samych silników (Renault). Niemniej jednak w 2011 roku oficjalnie konstruktorem dostarczającym nadwozia zespołowi Lotus Renault GP było Renault, stąd też statystyki nadal liczone są Renault. Ponadto Grupa Lotus ogłosiła, że będzie używać czarno-złotego malowania nawiązującego do malowania stosowanego w latach 70. i 80. w Team Lotus, kiedy to sponsorem zespołu była firma John Player Special. Jednakże Tony Fernandes wcześniej ogłosił, że będzie używać podobnego malowania. Jednakże 11 grudnia przyznał, że byłoby czymś niedorzecznym używać takich samych barw jak Lotus Renault GP i pozostał przy malowaniu zielono-żółtym.
23 grudnia Clive Chapman wydał w imieniu rodziny Chapmanów oświadczenie wyrażające wsparcie dla Grupy Lotus. Ponadto Chapman powiedział, że "preferuje, aby nazwa Team Lotus nie była więcej używana w Formule 1".
24 stycznia 2011 brytyjski sąd odroczył sprawę na 21 marca, co oznaczało, że Team Lotus i Lotus Renault GP rozpoczną sezon, tak się nazywając. Sprawa nie koncentruje się jednak na prawach do nazwy, ale raczej na wypowiedzeniu umowy pomiędzy Fernandesem i Grupą Lotus. Lotus Racing uczestniczył w sezonie 2010 z licencją na nazwę pochodzącą od Grupy Lotus, ale licencja ta została zerwana po roku, ponieważ Grupa Lotus twierdziła, że Fernandes naruszył warunki umowy dotyczące użycia nazwy i wizerunku Lotus Cars, więc mogła cofnąć licencję. Fernandes jednak utrzymywał, że umowa została rozwiązana niesłusznie. Celem rozprawy ma być ustalenie, czy umowa licencyjna została nieprawidłowo rozwiązana.
Podczas prezentacji Renault R31 31 stycznia 2011 roku w Walencji właściciel zespołu Renault, Gérard Lopez, wyraził frustrację spowodowaną konfliktem i zasugerował, że walka o prawa do nazwy Team Lotus jest de facto walką Tony’ego Fernandesa o pieniądze z praw telewizyjnych, a nie o dziedzictwo Lotusa. Komentatorzy sugerowali, że Fernandes i jego zespół mogli ubiegać się o 36 milionów dolarów za ukończenie sezonu 2010 na dziesiątym miejscu w klasyfikacji konstruktorów, a nie mogliby się domagać tej kwoty, gdyby zespół zmienił nazwę.
W przeddzień marcowego posiedzenia Sądu Najwyższego David Hunt powiedział, że Tony Fernandes nie chciał zapłacić za prawa do używania nazwy Team Lotus, a następnie próbował renegocjować umowę na warunkach określonych przez Hunta jako "śmieszne". Hunt postawił Fernandesowi ultimatum, w którym oświadczył, że jeśli Fernandes nie zapłaci odpowiedniej sumy, to Hunt nie będzie go wspierać w sprawie przeciwko Grupie Lotus. Ponadto Hunt powiedział, że w prawnych żądaniach Fernandesa widzi "potencjalnie parę poważnych niedociągnięć". Jednakże do Grand Prix Australii 2011 Team Lotus przystąpił ze wsparciem Hunta.
27 maja sąd wydał wyrok w sprawie sporu. Z wyroku wynika, że:
- Team Lotus może wykorzystywać swoją nazwę w Formule 1;
- Tony Fernandes naruszył warunki umowy licencyjnej z Grupą Lotus i musi jej wypłacić odszkodowanie;
- Grupa Lotus ma wyłączne prawo do wykorzystywania nazwy "Lotus" w Formule 1;
- Grupa Lotus może używać czarno-złotych barw nawiązujących do malowania samochodów Team Lotus z okresu sponsoringu przez John Player & Sons w latach 70. i 80.

Grupa Lotus podjęła decyzję o odwołaniu się od wyroku. Pod koniec czerwca apelacja została odrzucona przez sąd.
Po ogłoszeniu wyroku Bernie Ecclestone powiedział, że przed sezonem 2012 Team Lotus będzie musiał nieco zmienić nazwę.
3 listopada 2011 roku Komisja Formuły 1 zgodziła się na to, by w sezonie 2012 Team Lotus startował jako Caterham, a Lotus Renault GP jako Lotus.